# Bathornis grallator
A Bathornis grallator a madarak osztályába a kígyászdaru-alakúak rendjébe és a Bathornithidae családjába tartozó faj.
Eredetileg újvilági keselyűféleként írták le.

## Életmód
Bár repülésre képes volt, főként a talajon tölthette idejét, ahol zsákmányát is szerezte.

## Megjelenés
Magassága hozzávetőlegesen 45 cm volt.

## Lelőhelye
Lelőhelye az észak-amerikai Wyoming.